# Song Soon-chun
Song Soon-chun (Hangul: 송순천, Hanja: 宋順天) (ur. 15 stycznia 1934 w Seulu, zm. 15 października 2019) – południowokoreański bokser kategorii koguciej. Jest srebrnym medalistą letnich igrzysk olimpijskich w Melbourne (1956).